# Lee Hoo-kwon
Đây là một tên người Triều Tiên, họ là Lee.
Lee Hoo-Kwon (tiếng Hàn: 이후권; sinh ngày 30 tháng 12 năm 1990) là một cầu thủ bóng đá Hàn Quốc thi đấu ở vị trí tiền vệ cho Pohang Steelers.

## Sự nghiệp
Anh được lựa chọn bởi Bucheon FC ở đợt tuyển quân K League 2013.